# Francis von Teck
Prinz Francis („Frank“) Joseph Leopold Fredrick von Teck, GCVO, DSO (* 9. Januar 1870 im Kensington Palace, heute in London; † 22. Oktober 1910 in London), war ein britischer Adeliger württembergischer Abstammung. Er war ein jüngerer Bruder der Königin Mary von Teck.

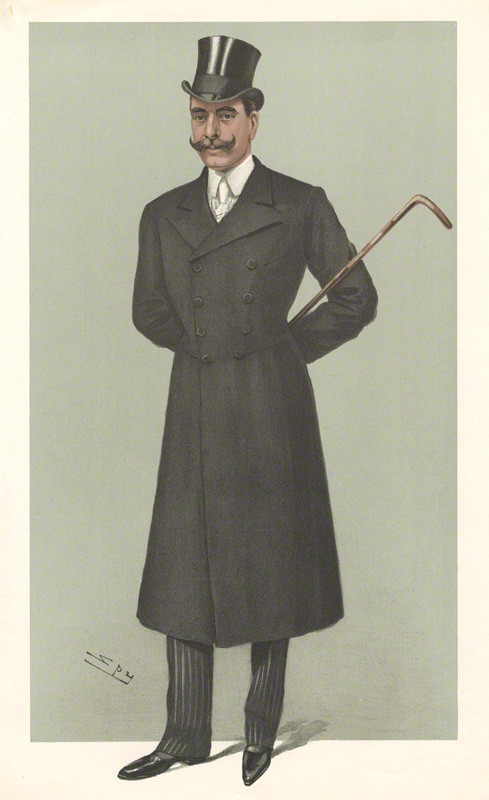
„Frank“, karikaturistische Darstellung aus der Vanity Fair (1902)

## Leben
His Serene Highness Prince Francis (genannt Frank, deutscher Name Franz) war der zweite Sohn des Herzogs Franz von Teck, des Gründers der unebenbürtigen württembergischen Nebenlinie Teck und dessen Gemahlin, der britischen Prinzessin Mary Adelaide.

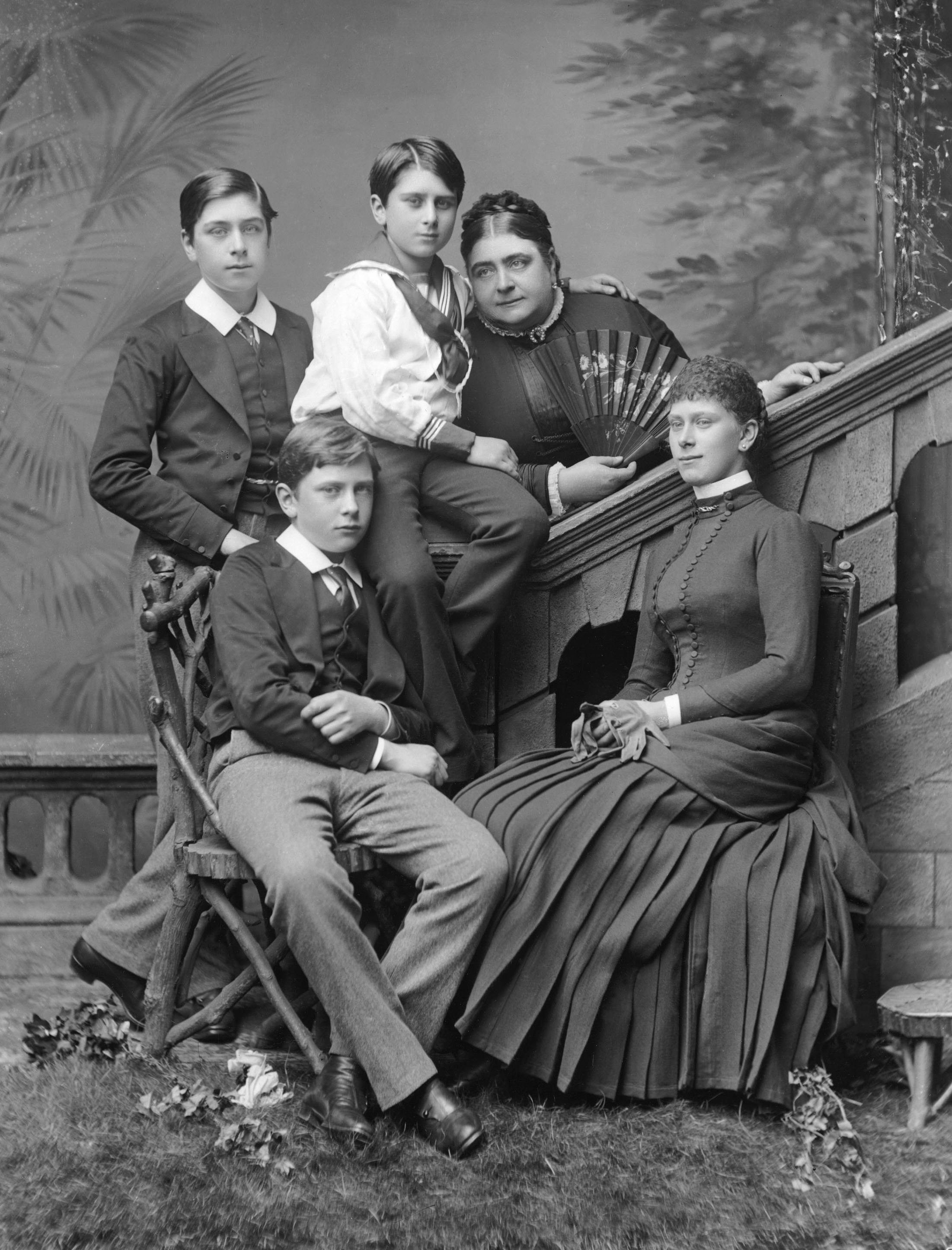
Francis mit seinen Geschwistern Adolphus, Mary und Alexander und seiner Mutter (1884)

Während seine Schwester Mary sich mit dem zukünftigen Thronfolger verlobte und seine Brüder Adolphus und Alexander im Militär Karriere machten und gesellschaftlich angesehen waren, galt Francis als „Schwarzes Schaf“ der Familie. Bereits auf dem Internat – er und sein älterer Bruder waren die ersten Mitglieder der britischen Königsfamilie, die ab 1882 eine öffentliche Schule besuchten – fiel er durch schlechtes Benehmen auf. Er musste das Wellington College verlassen, nachdem er den Schulleiter über eine Hecke geworfen hatte, und besuchte daraufhin das Cheltenham College. 
Von seiner chronisch in Finanznöten steckenden Mutter, deren Lieblingssohn er war, hatte er das Unvermögen mit Geld umzugehen geerbt. Er war ein Glücksspieler, der den Großteil seines Vermögens mit Pferdewetten verspielte. Gut aussehend und zeitlebens unverheiratet geblieben, hatte Prinz Francis – nicht zu Unrecht – den Ruf eines notorischen Frauenhelden; ihm wurden zahlreiche Affären und sogar uneheliche Kinder nachgesagt. Die Schauspielerin Sarah Miles behauptet etwa, seine Nachfahrin zu sein. Eine vorteilhafte Verlobung mit seiner Verwandten Prinzessin Maud, die an ihm äußerst interessiert war, schlug Francis aus. 
Nach dem Besuch der Militärakademie Sandhurst schloss sich Prinz Francis 1890 dem Royal-Dragoons-Regiment an. Nachdem er 1895 mit einer einzigen Pferdewette £10.000 verloren hatte und nicht zahlen konnte, wurde er 1896 nach Indien versetzt, wo er als Aide-de-camp des Kommandanten in Quetta fungierte. 1897/98 diente er in der anglo-ägyptischen Armee und nahm an der endgültigen Niederschlagung des Mahdi-Aufstands im Sudan teil (Nil-Feldzug, Schlachten von Atbara und Khartum). Nach Dienststellen in England und Irland kämpfte er 1899/1900 in Südafrika im zweiten Burenkrieg. 1901 verließ er im Rang eines Majors den aktiven Militärdienst, wo er bei seinen Kameraden beliebt war. Er wurde schließlich Vorsitzender des Middlesex Hospital, für das er Gelder sammelte.
1907 verkündete die New York Times die Verlobung von Prinz Francis mit Nora Langhorne, der Tochter des amerikanischen Eisenbahnunternehmers Chiswell Langhorne und Schwester der Nancy Astor, was jedoch bereits am nächsten Tag wieder dementiert wurde. Francis’ hingegen vermutlich einzige „wahre Liebe“, mit der er tatsächlich eine langjährige unausgesprochene, aber im Familien- und Bekanntenkreis weithin bekannte Beziehung führte, war Ellen „Nellie“ Constance Baldock. Nellie Baldock, die Tochter des Parlamentariers Edward Holmes Baldock, war jedoch nicht nur deutlich älter, sondern bereits mit dem Earl of Kilmorey verheiratet, Mutter, und möglicherweise eine ehemalige Geliebte Edwards VII.
1910 unterzog sich Prinz Francis einer Operation im Nasenbereich. Zur Genesung, aber auch um das zerrüttete Verhältnis zu seinen Geschwistern zu verbessern, verbrachte er den Sommer im schottischen Balmoral, der Sommerurlaubsresidenz der königlichen Familie. Seine Schwester war kurz zuvor nach dem Tod ihres Schwiegervaters Königin geworden. Francis’ Zustand verschlimmerte sich hier jedoch und er wurde vom königlichen Leibarzt James Reid behandelt. Als jedoch eine schwerwiegende Pleuritis (nach anderen Angaben Pneumonie) entdeckt wurde, wurde er schnell nach London zurücktransportiert und operiert, aber es war zu spät; mit nur 40 Jahren starb er in Anwesenheit des Königspaars schließlich an einer Blutvergiftung.
Unter Anteilnahme seiner Familie wurde er in der Gruft der St.-Georgs-Kapelle in Windsor Castle bestattet; später fand eine Umbettung auf den Royal Burial Ground in Frogmore statt.

## Testament: Skandal um die Cambridge Emeralds
Die Trauer seiner Familie schlug in Empörung um, als Francis’ Testament bekannt wurde: Er vererbte ein wichtiges Familienerbstück, die Cambridge Emeralds, nicht an seine Schwester, wie allgemein erwartet worden war, sondern an seine Geliebte Nellie Baldock. Ein solch offenes Eingeständnis seiner Beziehung hatte das Potential, seine Schwester, deren Krönung kurz bevorstand, in Misskredit zu bringen. Königin Mary entschied sich daher, sein Testament mit richterlichem Beschluss versiegeln zu lassen und damit der Öffentlichkeit zu entziehen (im Unterschied zu den Testamenten gewöhnlicher Bürger, die öffentlich gemacht werden). Diese Praxis wurde seitdem bis heute für alle Mitglieder der Königsfamilie beibehalten und im Jahr 2007 nach einer Klage im Bezug auf das Testament von Prinzessin Margaret auch gerichtlich bestätigt.
Bei den Cambridge Emeralds handelt es sich um etwa 30 bis 40 Smaragde, die von Auguste, Duchess of Cambridge, Francis’ Großmutter, und deren Mann erworben worden waren. Als Erbe gelangten die Juwelen an Francis’ Mutter, die sie wiederum an ihn weitergab. Nach seinem Tod und Vererbung an seine Geliebte kaufte Königin Mary die Emeralds heimlich für den deutlich überhöhten Preis von £10.000 von Nellie Baldock zurück; die Juwelen wurden anschließend in die Parure eingearbeitet, die Mary bei der Kaiserkrönung in Indien trug, und befinden sich seitdem im königlichen Besitz.